# Балтійська асамблея
Балтійська асамблея (лит. Baltijos Asamblėja, лат. Baltijas Asambleja, ест. Balti Assamblee) — дорадчий орган зі співробітництва між парламентами Естонії, Латвії та Литви, заснований в 1991 році. Асамблея координує дії, консультує парламенти трьох країн і декларує узгоджені позиції у вигляді резолюцій, рішень і рекомендацій, які не є обов'язковими.

## Формування
Балтійська асамблея була створена після прийнятого відповідного рішення у Вільнюсі 1 грудня 1990 року. 13 червня 1994 року країни-учасники домовилися про структуру і правила організації. 29 травня 1999 були прийняті Статути Балтійської асамблеї.
Бюджет організації фінансується урядами трьої країн-членів.
Офіційними мовами в Балтійській асамблеї є литовська, латиська та естонська.
Штаб-квартира організації знаходиться у Ризі (Латвія). Балтійська асамблея має власний прапор та символи.

## Сесії
Кожного року в країнах-членах Балтійської асамблеї скликаються сесії — один раз навесні і один раз восени.

## Склад
До Балтійської асамблеї входять 60 осіб, відповідно, від кожної країни — 20. Їх призначають парламенти країн-учасниць. Кожний з парламентів призначає голову і заступника національної делегації, і ці шість осіб формують Президію Балтійської асамблеї. Головою Президії призначають голову національної делегації країни, що буде приймати наступну сесію. Голови двох інших національних делегацій є заступниками голови Президії. Президія керує Балтийською асамблеєю між сесіями. Голова виступає як координатор роботи Асамблеї і підтримує зв'язок з урядами трьох країн-членів.

## Комітети

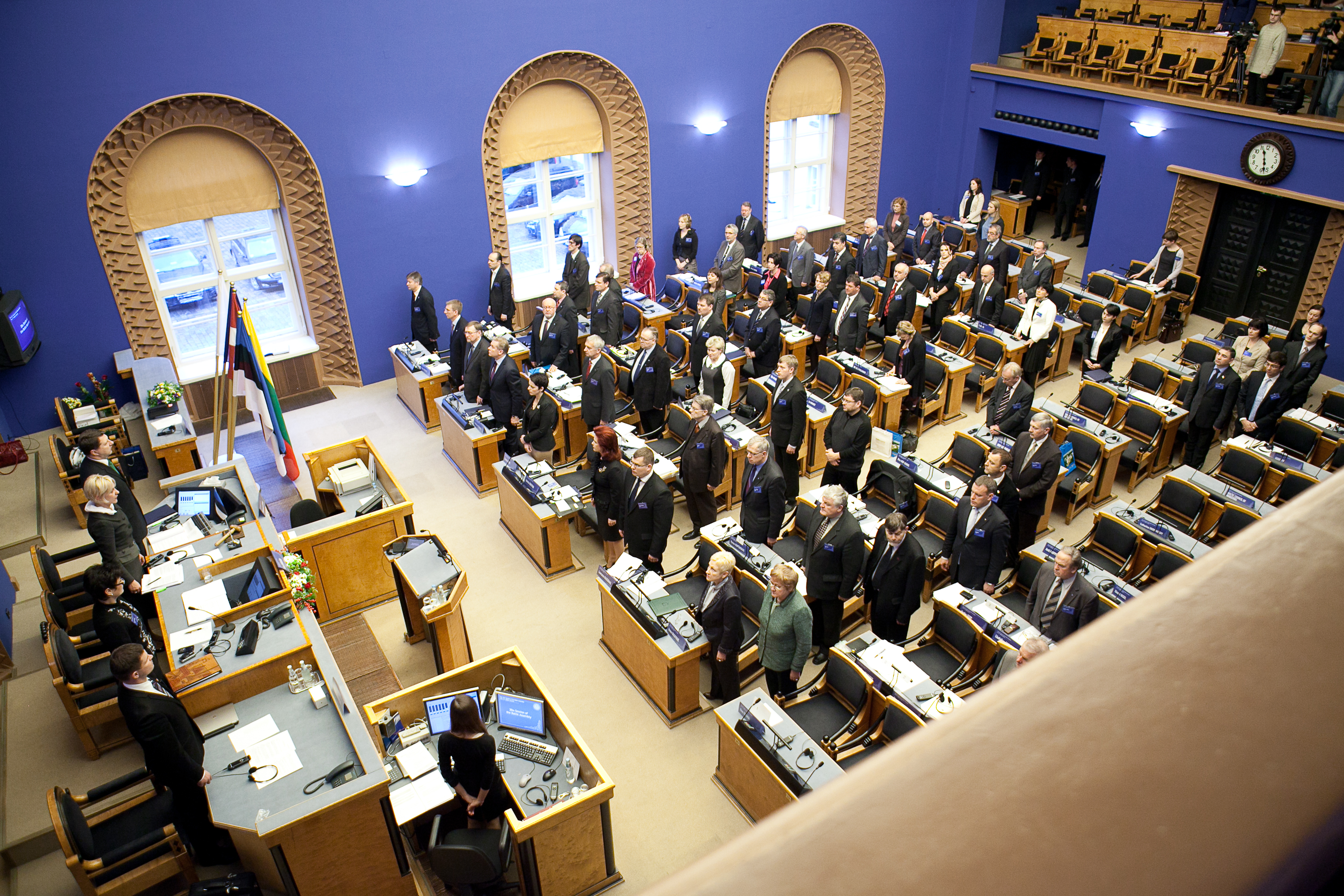
Сесія Балтійської асамблеї в 2011 році

Постійні комітети Балтійської асамблеї:
- Комітет з питань бюджету та аудиту
- Комітет з питань зв'язку та комунікацій
- Комітет з питань економічної та соціальної політики
- Комітет з питань освіти, науки та культури
- Комітет з питань охорони навколишнього середовища та енергетики
- Комітет з юридичних питань
- Комітет з питань міжнародних відносин та безпеки

Кожен член Асамблеї бере участь хоча б в одному комітеті.

## Політичні групи
20 членів Балтійської асамблеї від кожної країни вибираються так, щоб вони відображали пропорції парламенту. Члени можуть створювати міжнаціональні партійні групи, які мають налічувати принаймні п'ять членів з двох країн.
У 2006 році існували три політичні групи: консервативна, правоцентристська і соціал-демократична.

## Досягнення
Досягненнями роботи Балтійської асамблеї є:
- Виведення російських військ з країн-членів
- Формування Балтійської Ради міністрів як інституту співпраці урядів
- Розробка спільної балтійської економічної, освітньої та інформаційної політики
- Гармонізація законодавства у відповідність до вимог Європейського Союзу
- Поліпшення процедури перетину кордонів
- Створення Премії Балтійської асамблеї в галузі літератури, мистецтва і науки